# Francesco Saverio Bianchi (giurista)
Francesco Saverio Bianchi (Piacenza, 24 novembre 1827 – Civitavecchia, 20 luglio 1908) è stato un giurista e politico italiano.

## Biografia
Dopo la laurea in giurisprudenza all'università di Parma (8 luglio 1848), Francesco Saverio Bianchi fu nominato professore di diritto civile nella stessa università (1856), di cui successivamente presiedette la facoltà di giurisprudenza dal 1868 al 1873. A Parma si dedicò anche alla vita politica e nel 1869 fu eletto sindaco di Parma. Nel 1873 si trasferì nell'Università di Siena, di cui nel 1879 divenne rettore. Svolse attività politica anche a Siena: fu consigliere comunale e quindi assessore all'Istruzione.
Nel 1880 Francesco Saverio Bianchi lasciò l'insegnamento universitario e si trasferì in magistratura. Fu nominato consigliere della Corte di cassazione di Torino (1880-1882) e poi in quella di Roma (1882-1883); l'8 luglio 1883 fu nominato consigliere di stato. 
Continuò la carriera in magistratura fino alla presidenza del Consiglio di Stato (29 gennaio 1903) che resse fino al pensionamento (31 marzo 1907). Il 21 novembre 1892 divenne anche senatore del Regno, carica che mantenne fino alla morte, nel luglio 1908, all'età di 80 anni.
Ebbe sei figli: Carlotta, Ferdinando (che gli subentrò alla cattedra di diritto civile a Siena nel 1880), Luigi (matematico e futuro senatore), Stanislao, Giuseppe e Paolina.